# Sankt Oswald bei Plankenwarth
Sankt Oswald bei Plankenwarth, St. Oswald bei Plankenwarth – gmina w Austrii, w kraju związkowym Styria, w powiecie Graz-Umgebung. Liczy 1214 mieszkańców (1 stycznia 2015).